# Зібсів закон
Зíбсів закóн — фонетичний закон у праіндоєвропейській мові, що його сформулював був 1901 року німецький лінгвіст Т. Зібс:
|               | Lautet die wurzel mit idg. media an, so beginnt die parallele s- form mit idg. s+ entsprechender tenuis; lautet die wurzel mit idg. media aspirata an, so beginnt die parallele s- form mit idg. s+ entsprechender tenuis oder tenuis aspirata |
| — Теодор Зібс | |

Таким чином: «Якщо корінь прамови починався з індоєвропейської дзвінкої приголосного, паралельна s-форма починалася з відповідної глухої. Якщо корінь прамови починався з індоєвропейської дзвінкої придихової, паралельна s-форма починалася з відповідної глухої або глухої придихової. Остаточно встановити, чи була в прамові глуха або ж глуха придихова приголосного, не завжди є можливим, бо в більшості випадків лише індоіранська чи грецька мова може надати докази». Наприклад:
- *bʰṛHg- →… лат. fragor «злам» — з s-формою;
- *s-bʰṛHg →*spʰṛHg- →… сан. sphūrjati «кущ» — без s-форми.

## Суть закону
Інакше кажучи, Зібсів закон — це закон про перехід індоєворпейських дзвінких придихових у глухі придихові, а саме: "якщо «рухоме s» додавалося до кореня, що починався з будь-якого дзвінкого смичного, то цей смичний оглушався. Отож Зібс припускав такі рефлекси для чотирьох імовірних випадків відповідностей «рухомого s» із початковими вибуховими:
- s + k → д.-інд., д.-гр., герм., балт., слов. sk-;
- s + kh → д.-інд., д.-гр. skh-/sk-, герм., балт., слов. sk-;
- s + g → д.-інд., д.-гр., герм., балт., слов. sk- (збігається з «s + k»);
- s + gh → д.-інд., д.-гр. skh-/sk-, герм., балт., слов. sk- (збігається з «s + kh»).

На ділі Зібс тільки припустив дані рефлекси для слов. sk- (← інд.-є. «s + g» і «s + gh») як найімовірніші, адже фактичний матеріал був відсутній. Він попереджував про це й читача: «рефлекси, що їх ми приймаємо для сполуки „s + дзвінкий“ чи „s + дзвінкий придиховий“, частково виведені лише шляхом висновків».
Є. Курилович 1956 року переформулював закон у рамцях ларингальної теорії, зважаючи на те, що глухих придихових не було в праіндоєвропейській мові:
- s + k → сан., д.-гр., герм., балт., слов. sk-;
- s + g → сан., д.-гр., герм., балт., слов. sk- (збігається з «s + k»);
- s + gh → сан., д.-гр. skh-, герм., балт., слов. sk-.

### Поправка Ілліча-Світича
Ілліч-Світич 1961 року доповнив Зібсів закон, указавши на те, що в разі інд.-є. s + g(h) у прасл. мові відбувається перехід (s)g(h) → прасл. х, тим самим пояснивши появу слов'янського *х- на початку слова. Але сам попереджає, що його поправка пояснює тільки малу частину початкового *х-, і також зазначає, що природу такої поправки він не розуміє. Вона не корелює з типологічними змінами в будь-яких інших випадках або мовах. У його поправці фонетично дивним є те, що дзвінкий приголосний дав глухий спірант, а глухий не дав переходу, хоч і був найближчий до глухого спіранту. Отже, Зібсів закон із поправкою Ілліча-Світича наводить такі приклади, коли початкове *х- збігається зі *sk- в інших мовах:
- *sku̯ǝ̆˚i̯ɧeɑ̯ → укр. хвоя, чеськ. chvoj «те саме», лит. skujà «те саме»;
- *xlǫdъ → укр. хлуд, серб. hlúd «тичина», лит. sklęsti «замикати».
- *xrędnǫti → чесь. chřadnouti «зморщуватися», лит. skránda «кожух».
- *xudъ → укр. худий, чеськ. chudý «поганий», лит. skaudùs «хворобливий»;
- *xrustъ → укр. хруст, поль. chruścieć «шарудіти», лит. skriaudùs «крихкий»;
- *xabiti → укр. охабити, чеськ. chabiti «виснажувати», лит. skóbti «киснути»;
- *xvala → укр. хвала, серб. hvála «удячність», д.-ісл. skval «марна похвальба»;
- *xlędnǫti → укр. хлянути, чесь. chlouditi «виснажуватися», швед. slinta «ковзати»;
- *xorbrъ → укр. хоробрий, серб. hrábar «те саме», д.-анг. scearp «гострий»;
- *xrępa → рос. діал. хряпа «капустяне листя», нім. schrumpfen «зіщулюватися»;
- *sětriti (← *xetriti) → чесь. šetřiti «піклуватися», поль. szatrzyć się «те саме», лтс. skatīt «пильно вдивлятися»;
- *šurati (← *xjurati) → чеськ. діал. šourati se «таскатися», поль. szurny «крутий», лат. scaurus «людина, яка страждає плоскостопістю»;
- *šьstъ (← *xьstъ) → укр. і рос. шест, лат. scindō «розщеплювати»;
- *xridъ → серб. hrîd «скеля», болг. рид (охрид) «холм, крутий берег», гот. dis-skreitan «розривати»;
- *šętati (← хętati) → рос. шататься «хитатися», чесь. šatati «те саме», лат. scatō «прориватися»;
- *хǫtь → укр. хуть, слц. chut «жадання», вал. chwant (← кельт. *skant-) «хтивість».

Дані приклади не залишають сумніву, що є відповідність між слов, *х- та балт., герм, *sk- на початку слова. Одначе при поясненні виникають значні труднощі. Основна ж складність полягає в тім, що в деяких настільки ж безсумнівних випадках у балтійських, германських та інших мовах початковому *sk- відповідає початкове *sk- у слов'янській, а не *х-:
- *skala → укр. скеля, чеськ. skéla «те саме», д.-ісл. skilja «розділяти»;
- *skopiti → чеськ, skopiti «скопити», слн. ščáp «те саме», лтс. škepele «обрубок»;
- *skora → слн. skorja «кора», чеськ. skora «те саме», лит. skarà «клапоть»;
- *skorъ → укр. скорий, чеськ. діал. skorý «те саме», свн. scheren «квапитися»;
- *ščenę (← *škenę) → укр. щеня, чеськ. štěne «те саме», вірм. skund «те саме»;
- *ščъrba (← *škъrba) → укр. щерба, серб. štrbìna «щербина», двн. scirbi «уламок»;
- *ščrіъ (← *škrіъ) → укр. щирий, поль. szczery «відкритий, щирий», гот. skeirs «ясний, виразний»;
- *skrozь → рос. насквозь «скрізь», серб. skrôz «суцільно, скрізь», нім. schräg «кривий».

Учений дійшов висновку, що слов'янське *х- відображає індоєвропейське s + g(h), у той час як *sk- є постійним рефлексом s + k:
- s + k → д.-інд., д.-гр., герм., балт., слов. sk- (слов. *skala «скала») — лит. skélti «розщеплювати», д.-ісл. skilja «розділяти»;
- s + g → сан., д.-гр., герм., балт. sk-, слов. х- (слов. *xoldъ «холод») — слов. želdь «ожеледиця», гот. kalds і нім. kalt «холодний».
- s + gh → сан., д.-гр. skh-, герм., балт. sk-, слов. х- (слов. *xorbrъ «хоробрий») — лтс. skarbs «суворий», д.-інд. pragalbha «сміливий».

Одначе подальші етимологічні дослідження не підтвердили ідею Ілліча-Світича. Що ж до самого Зібсового закону, то тут думки серед науковців розділилися. З погляду Хірше та Семереньї цей закон (якщо розуміти його як прогресивну асиміляцію) «непереконливий: перехід sbh- у sph- безсумнівно видуманий, до того ж він суперечить тому, що група -zdh- зберігалася всередині слова і напочатку, про що свідчить ав. zdī „будь“ з інд.-є. *s-dhi». Але з погляду прихильників ларингальної теорії самий аргумент Хірше й Семереньї бездоказовий, адже ав. zdī реконструйовано за теорією як *h1-ghí. На користь Зібса виступає також Расмуссен: «наявність чергувань на зразок *st(h)-/*dh-, *sp(h)-/*b(h)- (що безумовно містять „рухоме s“: нід. stoom і doom „пара“, вед. sphuráti й bhuráti „трясти“) доводить слушність даного закону, який постулює розвиток bh, dh, gh в інд.-є. ph, th, kh після початкового *s-». Проте контраргументом проти Зібсової гіпотези може бути взагалі відсутність давніх варіантів нульового етапу від коренів на штиб *ped- «нога» або *sed- «сидіти» на самому початку слова, у той час як після префіксів чи в складних словах в окремих мовах цей етап є: гр. έπί-βδα «день після свята», ав. bi.bda «кайдани», ав. fra.pad/fra.bda «передплесно», лат. nīdus (← *ni-zdos) «гніздо». Тобто згідно з Зібсом, якби *s- був префіксом, то він просто приєднався б до дзвінких приголосних у своєму повному варіанті чи за допомогою якогось голосного (та замість цього він буцімто приєднувався у своєму нульовому етапі, що є вельми підозрілим).